# Tomasz Kapłan
Tomasz Kapłan (* 14. Januar 1984) ist ein polnischer Poolbillardspieler. Er wurde 2011 Europameister in der Disziplin 14/1 endlos und ist mit 15 Titeln polnischer Rekordmeister.

## Karriere

### Einzel
Tomasz Kapłan begann 1995 mit dem Billardspielen. Bei Jugend-Europameisterschaften gewann er vier Medaillen in Einzelwettbewerben. 2000 wurde er Dritter im 8-Ball der Schüler, 2001 belegte er den dritten Platz im 8-Ball der Junioren und 2002 wurde er, jeweils im Finale gegen den Schweden Erik Weiselius, Junioreneuropameister im 14/1 endlos und Vizeeuropameister im 8-Ball. Zudem wurde er mit der polnischen Mannschaft 2000 Schülereuropameister und 2002 Junioreneuropameister.
Im September 2001 gewann Kapłan seine ersten Medaillen bei der polnischen Meisterschaft der Herren. Er belegte den dritten Platz im 8-Ball und wurde durch einen Finalsieg gegen Paweł Rogalski polnischer Meister im 9-Ball. Ein Jahr später gewann er die Bronzemedaillen im 8-Ball und 14/1 endlos. 2003 wurde er polnischer Meister in den Disziplinen 8-Ball und 9-Ball. Ein Jahr später gelang es ihm durch einen Finalsieg gegen Jacek Walter seinen Titel im 8-Ball zu verteidigen. Beim 8-Ball-Wettbewerb der Europameisterschaft 2005 gelang ihm der Einzug ins Finale, in dem er jedoch gegen den Niederländer Alex Lely verlor. Im Juli 2005 nahm er erstmals an der 9-Ball-Weltmeisterschaft teil und schied als Siebtplatzierter seiner Gruppe in der Vorrunde aus. Bei der polnischen Meisterschaft 2005 gewann er zum dritten Mal in Folge den Titel im 8-Ball und zum ersten Mal den Titel im 14/1 endlos.
Bei der 9-Ball-WM 2007 schied Kapłan sieglos in der Vorrunde aus. Im Dezember 2007 wurde er, nachdem er im Vorjahr ohne Titel geblieben war, erneut polnischer Meister in den Disziplinen 8-Ball und 14/1 endlos. Beide Titel konnte er 2008 erfolgreich verteidigen, im 14/1 endlos wurde er bis 2010 viermal in Folge polnischer Meister. Im September 2008 schied er bei der erstmals ausgetragenen 10-Ball-Weltmeisterschaft in der Vorrunde aus. Im Februar 2009 gewann er bei den French Open seine erste Euro-Tour-Medaille; er erreichte das Halbfinale und unterlag dort dem späteren Turniersieger Niels Feijen nur knapp mit 7:9. Bei der 10-Ball-WM 2009 und der 9-Ball-WM 2011 schied er in der Vorrunde aus. Im März 2011 erreichte er beim 14/1-endlos-Wettbewerb der Europameisterschaft das Finale. Dort besiegte er den Italiener Fabio Petroni mit 125:17 und wurde damit als erster polnischer Spieler Europameister. Im Dezember 2011 wurde er im Finale gegen Mariusz Skoneczny erstmals polnischer Meister im 10-Ball.
Bei der 8-Ball-WM 2012 gelang ihm zum ersten Mal bei einer Weltmeisterschaft der Einzug in die Finalrunde. In der Runde der letzten 64 verlor er mit 7:9 gegen Tōru Kuribayashi. Bei der EM 2012 schied er im 14/1 endlos als Titelverteidiger im Achtelfinale gegen Mario He aus. Beim 8-Ball-Wettbewerb erreichte er das Viertelfinale, in dem er dem Ukrainer Artem Koschowyj nur knapp mit 7:8 unterlag. Bei der polnischen Meisterschaft 2012 gewann er zum sechsten Mal den Titel im 14/1 endlos. Bei der EM 2013 erreichte er das Finale, das er jedoch mit 1:125 gegen Nick van den Berg verlor. Im August 2013 gelang ihm bei den Bosnia & Herzegovina Open erstmals der Einzug ins Endspiel eines Euro-Tour-Turniers. Seinem Landsmann Mateusz Śniegocki unterlag er dort mit 6:8. Bei der 9-Ball-Weltmeisterschaft 2013 schied er in der Vorrunde aus. Bei der polnischen Meisterschaft 2013 blieb Kapłan zum ersten Mal seit 2006 wieder ohne Titel, er gewann lediglich die Bronzemedaille im 10-Ball.
Bei der Europameisterschaft 2014 erreichte er das Halbfinale im 14/1 endlos und verlor dort gegen Titelverteidiger Nick van den Berg. Bei der 9-Ball-WM 2014 schied er hingegen in der Vorrunde aus. Im Dezember 2014 wurde er durch einen 8:2-Sieg im Finale gegen Marek Kudlik zum sechsten Mal polnischer Meister im 8-Ball. Bei der 10-Ball-WM 2015 schied er in der Vorrunde aus. Bei der EM 2015 gewann er die Bronzemedaille im 14/1 endlos nachdem er im Halbfinale gegen den späteren Europameister Nick van den Berg verloren hatte. Im September 2015 schaffte er es bei der 9-Ball-Weltmeisterschaft zum ersten Mal in die Finalrunde, in der er dem späteren Vizeweltmeister Shane van Boening in der Runde der letzten 64 mit 3:11 unterlag. Bei der polnischen Meisterschaft 2015 gewann er die Bronzemedaille im 9-Ball. Bei der EM 2016 erreichte er das Viertelfinale im 14/1 endlos und schied abermals gegen Nick van den Berg aus. Ein Jahr später zog er beim 14/1-endlos-Wettbewerb ins Finale ein und unterlag Niels Feijen mit 13:125. Darüber hinaus erreichte er im 8-Ball das Achtelfinale und beim anschließenden Euro-Tour-Turnier, den Portugal Open 2017, das Viertelfinale.

### Mannschaft
Kapłan nahm bislang einmal am World Cup of Pool teil. 2013 bildete er gemeinsam mit Radosław Babica das polnische Team, das in der ersten Runde gegen die Singapurer Aloysius Yapp und Chan Keng Kwang ausschied.
Mit der polnischen Nationalmannschaft wurde er 2015 Europameister und 2017 EM-Dritter. Bei der Team-Weltmeisterschaft war er dreimal Teil der polnischen Mannschaft, mit der er 2010 und 2014 das Viertelfinale und 2012 das Achtelfinale erreichte.

## Erfolge
| Einzel                             | Einzel                             |
| ---------------------------------- | ---------------------------------- |
| Polnischer 9-Ball-Meister:         | 2001, 2003                         |
| 14/1-endlos-Junioreneuropameister: | 2002                               |
| Polnischer 8-Ball-Meister:         | 2003, 2004, 2005, 2007, 2008, 2014 |
| Polnischer 14/1-endlos-Meister:    | 2005, 2007, 2008, 2009, 2010, 2012 |
| 14/1-endlos-Europameister:         | 2011                               |
| Polnischer 10-Ball-Meister:        | 2011                               |
| Mannschaft                         |                                    |
| Europameister:                     | 2015                               |